# Список відомих похованих на кладовищі Комунарів
Кладовище Комунарів — меморіальний, «парадний» цвинтар у Севастополі. Знаходиться біля площі Повсталих, позаду будівлі колишньої в'язниці, вздовж вулиці 5-ї Бастіонної у напрямку до вулиці Льва Толстого.
Дана стаття призначена для ознайомлення з особами, що поховані на цьому цвинтарі.

## Братські могили

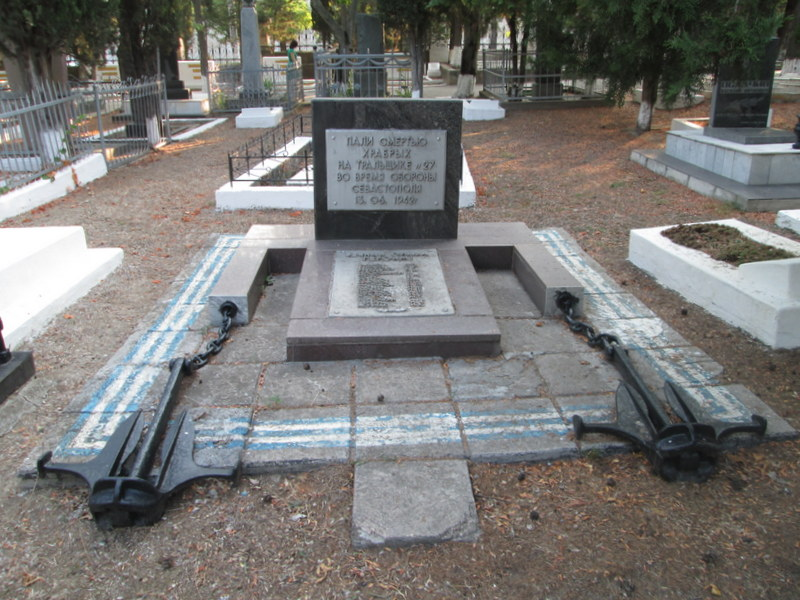
Братська могила моряків-чорноморців тральщика № 27

- Братська могила моряків-керівників повстання на судні «Прут» 1905 року. Поховані матроси Олександр Петров, Іван Адаменко, Дмитро Титов, Іван Чорний. Пам'ятник на могилі встановлений у 1973 році. Він виконаний із сірого граніту — стела, стилізована під форштевень корабля, з прапором з червоного граніту. Автори — скульптор С. О. Чиж, архітектор Є. П. Вересов;
- Братська могила моряків-чорноморців із загону О. В. Мокроусова (1917);
- Братська могила моряків-чорноморців тральщика № 27 (1942). На плиті під написом «Вічна слава героям» імена вісімнадцяти моряків, що загинули на тральщику: Баранов М. І., Валіков І. С., Вздихалов В. Г., Губарєв І. М., Гельдіашвили А., Гнідо З. М., Кобеза В., Кузнєцов М. Я., Миронов І. А., Максимов І. М., Матвєєв І. А., Палкін Н. П., Панченко А. І., Сухонос І. Є., Сашков М. Т., Торбочкін А. А., Щербина І. Я., Якубчак І. К.;
- Братська могила екіпажу підводного човна АГ-21 (Металіст, ПЧ № 16) і підводного човна Л-4;
- Братська могила екіпажу підводного човна Щ-203 (1943);
- Братські могили біля меморіалу підпільникам (1944);
- Братська могила моряків лінкора «Новоросійська» (29 жовтня 1955).

### Братська могила керівників повстання на крейсері «Очакові»

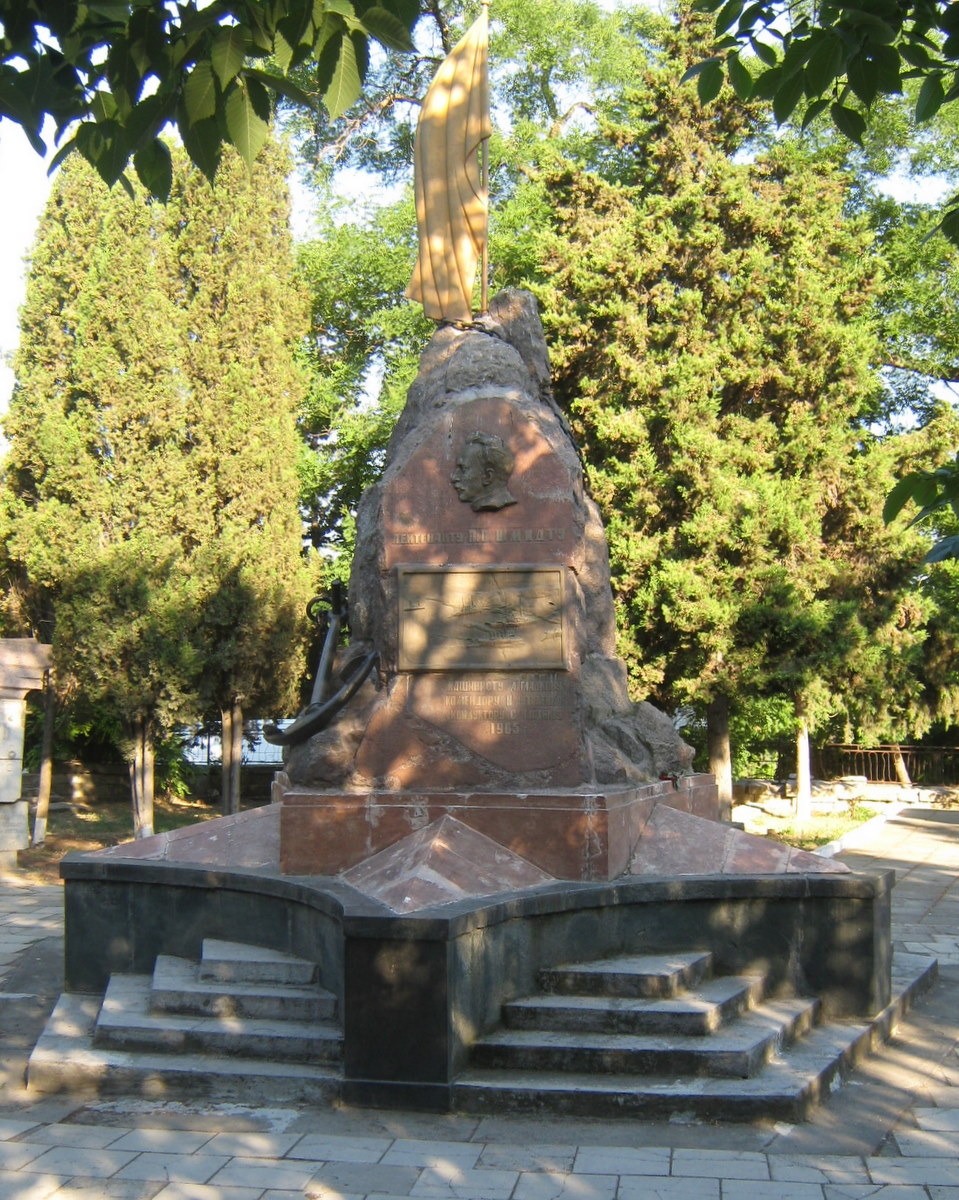
могила очаківців

### Братська могила 49 комунарів

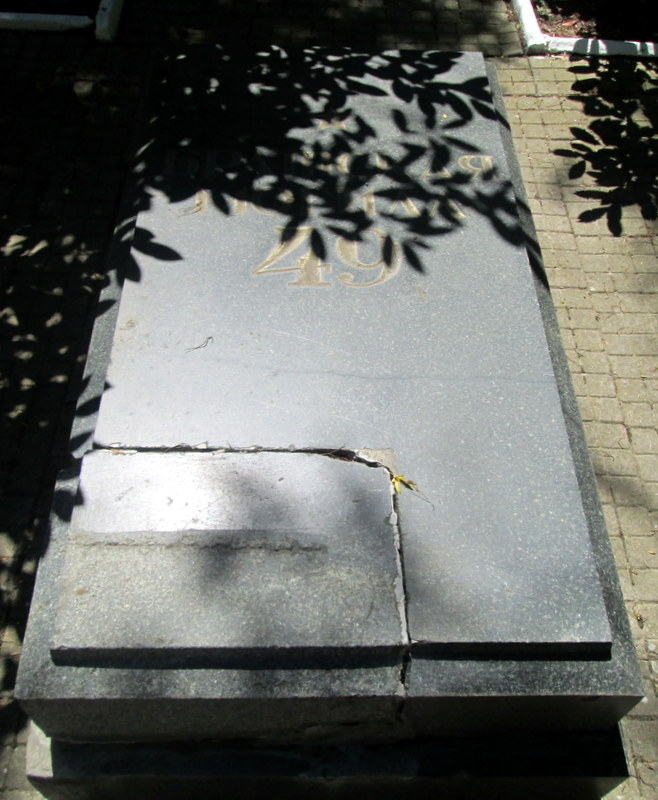
Братська могила 49-ти більшовиків-підпільників

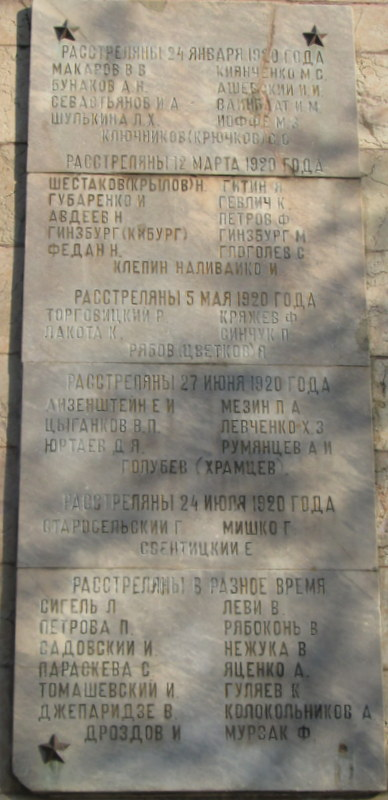

- Страчені 24 січня 1920 року: Макаров В. В., Бунаков А. Н., Севастьянов І. А., Шулькіна Л. Х., Киянченко М. С., Ашевський І. І., Вайнблат І. М., Іоффе М. З., Ключніков (Крючков) С. С.;
- Страчені 12 березня 1920 року: Шестаков (Крилов) Н., Губаренко І. С., Авдєєв М. П., Гінзбург (Кібург), Федан М., Гітін А., Гевлич К., Петров Ф., Гінзбург М., Глоголєв С., Клепін-Наливайко І.
- Страчені 5 травня 1920 року: Торговицький Р., Лакота К., Кряжев П. О., Синчук П., Рябов (Цветков) Я.
- Страчені 26—27 червня 1920 року: Айзенштейн Е. І., Циганков В. П., Юртаєв Д. Я., Мезін П. А., Левченко Х. З., Румянцев А. І., Голубєв П. (Храмцев В.).
- Страчені 24 липня 1920 року: Старосельський Г. С., Мишко Г. С., Свентицький Е.
- Страчені в різний час: Сигель Л., Петрова П., Садовський І., Параскева С., Томашевський І., Джепарідзе В., Дроздов Й. І., Леві В., Рябоконь В., Нежука В., Яценко А., Гуляєв К., Колокольніков А., Мурзак К.

### Братська могила учасників Севастопольського підпілля (1944)

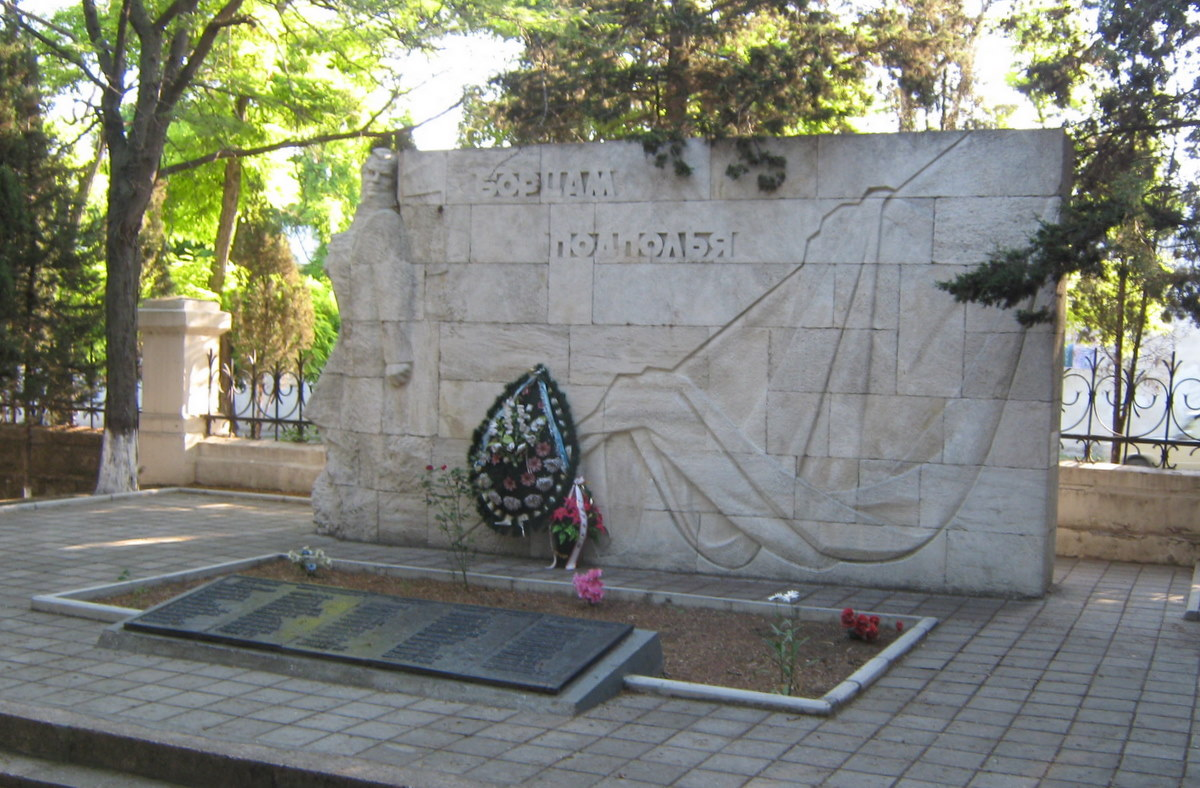
могила

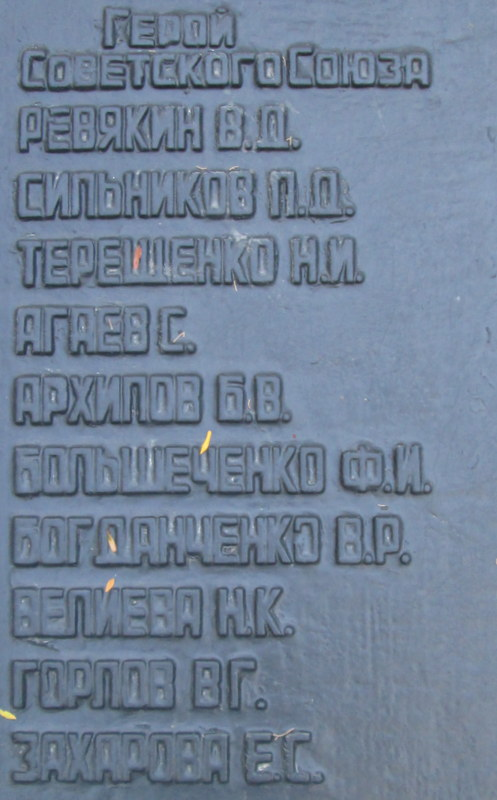

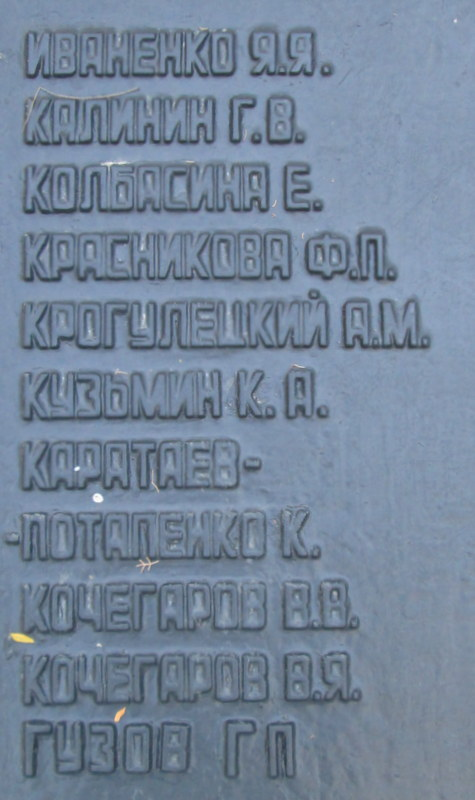

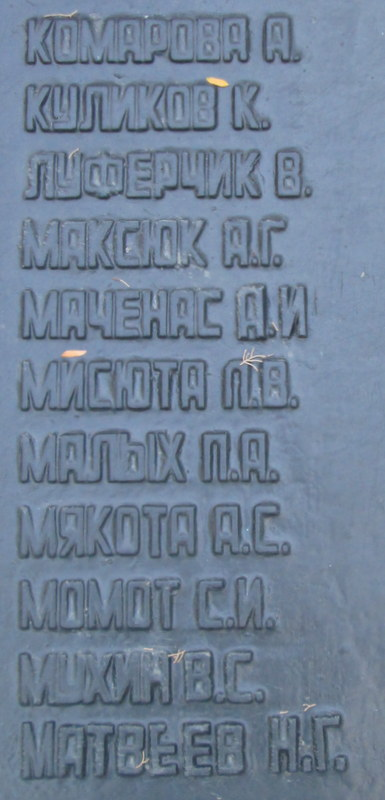

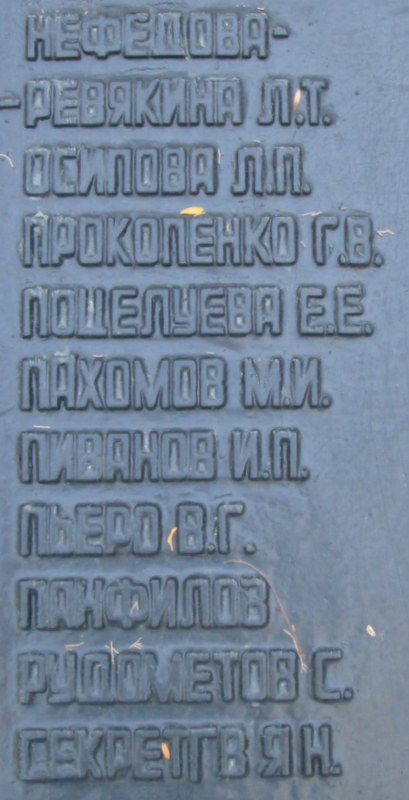

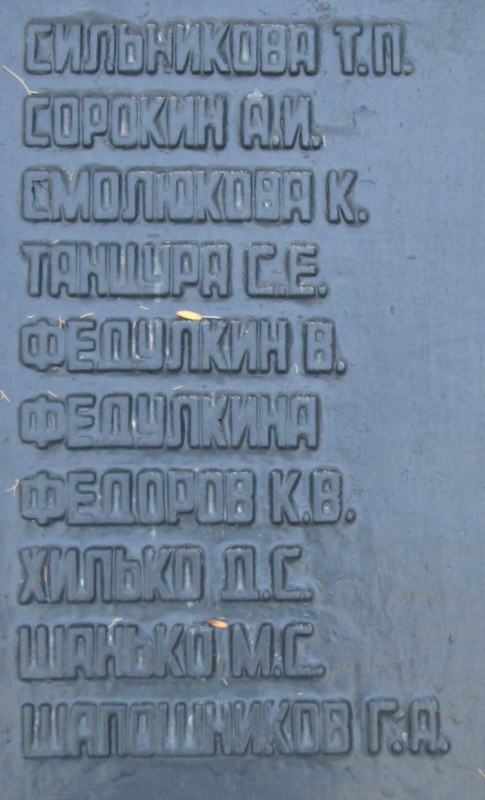